# Ривертон (Вайомінг)
Ривертон (англ. Riverton) — місто (англ. city) в США, в окрузі Фремонт штату Вайомінг. Населення — 10 682 особи (2020).

## Географія
Ривертон розташований за координатами 43°1′35″ пн. ш. 108°22′53″ зх. д. / 43.02639° пн. ш. 108.38139° зх. д. (43.026256, -108.381303).  За даними Бюро перепису населення США в 2010 році місто мало площу 25,54 км², з яких 25,52 км² — суходіл та 0,01 км² — водойми. В 2017 році площа становила 30,79 км², з яких 30,77 км² — суходіл та 0,01 км² — водойми.

### Клімат
| Клімат : Ривертон                  | Клімат : Ривертон | Клімат : Ривертон | Клімат : Ривертон | Клімат : Ривертон | Клімат : Ривертон | Клімат : Ривертон | Клімат : Ривертон | Клімат : Ривертон | Клімат : Ривертон | Клімат : Ривертон | Клімат : Ривертон | Клімат : Ривертон | Клімат : Ривертон |
| Показник                           | Січ.              | Лют.              | Бер.              | Квіт.             | Трав.             | Черв.             | Лип.              | Серп.             | Вер.              | Жовт.             | Лист.             | Груд.             | Рік               |
| Абсолютний максимум, °C            | 17,2              | 21,7              | 25,6              | 30,6              | 35,6              | 38,9              | 39,4              | 40,0              | 36,7              | 32,2              | 22,8              | 18,3              | 40,0              |
| Середній максимум, °C              | −1,1              | 3,1               | 10,1              | 15,4              | 20,8              | 27,3              | 31,7              | 30,8              | 24,3              | 16,7              | 6,1               | −0,7              | 15,4              |
| Середня температура, °C            | −9,5              | −5,5              | 1,6               | 6,7               | 12,1              | 17,6              | 21,3              | 20,1              | 14,1              | 7,1               | −2,1              | −8,9              | 6,3               |
| Середній мінімум, °C               | −17,9             | −14,2             | −6,9              | −2                | 3,4               | 7,9               | 10,8              | 9,3               | 3,7               | −2,4              | −10,4             | −17,2             | −2,9              |
| Абсолютний мінімум, °C             | −43,3             | −42,8             | −31,1             | −27,8             | −7,8              | −3,3              | −1,1              | −1,1              | −12,8             | −21,7             | −33,3             | −43,3             | −43,3             |
| Норма опадів, мм                   | 7                 | 6                 | 12                | 26                | 45                | 29                | 19                | 12                | 22                | 21                | 12                | 12                | 223               |
| ---------------------------------- | ----------------- | ----------------- | ----------------- | ----------------- | ----------------- | ----------------- | ----------------- | ----------------- | ----------------- | ----------------- | ----------------- | ----------------- | ----------------- |
| Джерело: NOAA (normals, 1971–2000) |                   |                   |                   |                   |                   |                   |                   |                   |                   |                   |                   |                   |                   |

## Демографія
Згідно з переписом 2010 року, у місті мешкало 10 615 осіб у 4252 домогосподарствах у складі 2600 родин. Густота населення становила 416 осіб/км².  Було 4567 помешкань (179/км²).
Расовий склад населення:
| - 83,5 % — білих - 10,4 % — корінних американців - 0,5 % — чорних або афроамериканців - 0,3 % — азіатів - 0,1 % — вихідців з тихоокеанських островів - 1,8 % — осіб інших рас |

До двох чи більше рас належало 3,5 %. Частка іспаномовних становила 9,0 % від усіх жителів.
За віковим діапазоном населення розподілялося таким чином: 23,9 % — особи молодші 18 років, 60,9 % — особи у віці 18—64 років, 15,2 % — особи у віці 65 років та старші. Медіана віку мешканця становила 35,4 року. На 100 осіб жіночої статі у місті припадало 100,1 чоловіків;  на 100 жінок у віці від 18 років та старших — 97,0 чоловіків також старших 18 років.
Середній дохід на одне домашнє господарство  становив 57 838 доларів США (медіана — 46 222), а середній дохід на одну сім'ю — 68 083 долари (медіана — 61 771). Медіана доходів становила 46 053 долари для чоловіків та 29 705 доларів для жінок. За межею бідності перебувало 15,8 % осіб, у тому числі 22,6 % дітей у віці до 18 років та 5,7 % осіб у віці 65 років та старших.
Цивільне працевлаштоване населення становило 5378 осіб. Основні галузі зайнятості: освіта, охорона здоров'я та соціальна допомога — 22,9 %, мистецтво, розваги та відпочинок — 16,8 %, роздрібна торгівля — 14,2 %.
За даними перепису 2000 року,
на території муніципалітету мешкало 9311 людей, було 3816 садиб та 2407 сімей.
Густота населення становила 367,5 осіб/км². Було 4254 житлових будинків.
З 3,816 садиб у 29,7% проживали діти до 18 років, подружніх пар, що мешкали разом, було 48,2 %,
садиб, у яких господиня не мала чоловіка — 10,4 %, садиб без сім'ї — 36,9 %.
Власники 31,6 % садиб мали вік, що перевищував 65 років, а в 14,3 % садиб принаймні одна людина була старшою за 65 років.
Кількість людей у середньому на садибу становила 2,33, а в середньому на родину 2,93.
Середній річний дохід на садибу становив  доларів США, а на родину — 37 079 доларів США.
Чоловіки мали дохід 31 685 доларів, жінки — 19 157 доларів.
Дохід на душу населення був доларів.
Приблизно 11,0 % родин та 15,7 % населення жили за межею бідності.
Серед них осіб до 18 років було 21,3 %, і понад 65 років — 11,5 %.